# Tempo (butikskedja)
Tempo är en butikskedja och varumärke i den svenska detaljhandeln. Ursprungligen var Tempo en lågprisvaruhuskedja som var ett dotterbolag till Åhlén & Holm. Företaget grundades av Johan Petter Åhlén. Det första Tempovaruhuset öppnades 20 oktober 1932 på Östermalmstorg, Stockholm. Samma år som det första Tempo-varuhuset öppnade, grundades även Tempo AB som ett dotterbolag till Åhlén & Holm.  När Tempo grundades var det i huvudsak en varuhuskedja, som i anslutning hade Tempo Liv, en livsmedelsbutik. 2023 är Tempo en butikskedja som ingår i Axfoodkoncernen. 

## Bakgrund

### Johan Petter Åhlén
Tempos grundare, Johan Petter Åhlén, hette ursprungligen Johan Petter Andersson. Han föddes 1879 i Dalarna och gifte sig 1903 med Elin Maria Charlotta Brolin. De fick tillsammans sönerna Gösta Åhlén och Ragnar Åhlén, som senare kom att bli verkställande direktörer för Åhlén & Holm. 

Tempovaruhuset på Nybrogatan 37, Östermalmstorg, år 1932.

### Gösta Åhlén
Gösta Mauritz Åhlén var Johan Petter Åhléns äldsta son. Gösta Åhlén föddes 9 augusti år 1904 och dog 24 juni 1986, vid 81 års ålder. Gösta Åhlén tog studentexamen från Södra Latin år 1925 och vidareutbildade sig vid Frans Schartaus Handelsinstitut, han praktiserade även ett år inom familjens företag Åhlén & Holm AB. Gösta Åhlén tillbringade en period i USA där han erhöll ytterligare kunskap inom postorderbranschen. År 1931 kom Gösta Åhlén hem från sin resa i USA och han blev då vice VD inom familjeföretaget. År 1939 när Gösta Åhléns far Johan Petter Åhlén hastigt gick bort blev han verkställande direktör för Åhlén & Holm AB. Gösta Åhlén blev en drivande kraft inom dotterbolaget Tempo AB. 

### Skapandet av Tempo-varuhus
År 1894, vid femton års ålder blev Johan Petter Åhlén försäljare för Sveriges första postorderföretag AB John Fröberg, i Finspång.  AB John Fröberg grundades 1879 av John Fröberg.  Tre år senare, år 1897, började Åhléns farbror Erik Andersson arbeta på AB John Fröberg. Vid denna tidpunkt hette Johan Petter Åhlén Andersson i efternamn. Fröbergs ansåg att de blev för många "Andersson" i företaget och både Johan Petter Åhlén och Erik Andersson bytte därför namn. Eftersom Åhléns födelsesocken hette Ål, blev Johan Petters efternamn Åhlén och Erik Andersson blev Erik Holm. Vid 20 års ålder grundade därmed Åhlén och Holm företaget Åhlén & Holm i Leksand. Holm lämnade snart företaget, men hans namn blev kvar. Åhlén & Holm blev en stor succé och företagets omsättning fördubblades årligen.
När företaget växte blev det omöjligt att behålla distributionen i Insjön vilket resulterade i att den flyttades till Stockholm 1915, där de öppnade ett varuhus på Södermalm. Företaget växte, vilket skapade möjligheten för dotterbolaget Tempo AB att grundas. 
När Johan Petter Åhlén år 1931 var på utlandsresa i USA såg han hur ett flertal andra postorderföretag likaså öppnade varuhus. Åhlén inspirerades av detta och valde därmed att göra detsamma i Sverige. När han kom hem från USA utökade han sitt tidigare företag Åhlén & Holm, och grundade en ny varuhuskedja som han kallade Tempo. 

### Reklam innan lanseringen för Tempo
Genom dåtida moderna kommunikationer som tåg, bil och flyg spred Åhlén reklam och kännedom om företaget. År 1911 genomförde företaget Åhlén & Holm en sju månaders lång reklambilfärd, vilket skapade mycket uppmärksamhet hos befolkningen.
Åhlén & Holm AB var en av de första att publicera företagsfilmer 1911, "Ett besök hos Åhlén & Holm, Insjön" som visades på olika biografer i Sverige.
1912 köpte Åhlén i reklamsyfte ett flygplan, som med hjälp av flygpionjären Hugo Sundstedt släppte flygblad från luften. Efter landning delades även broschyrer ut till åskådarna. 

## Tidslinje

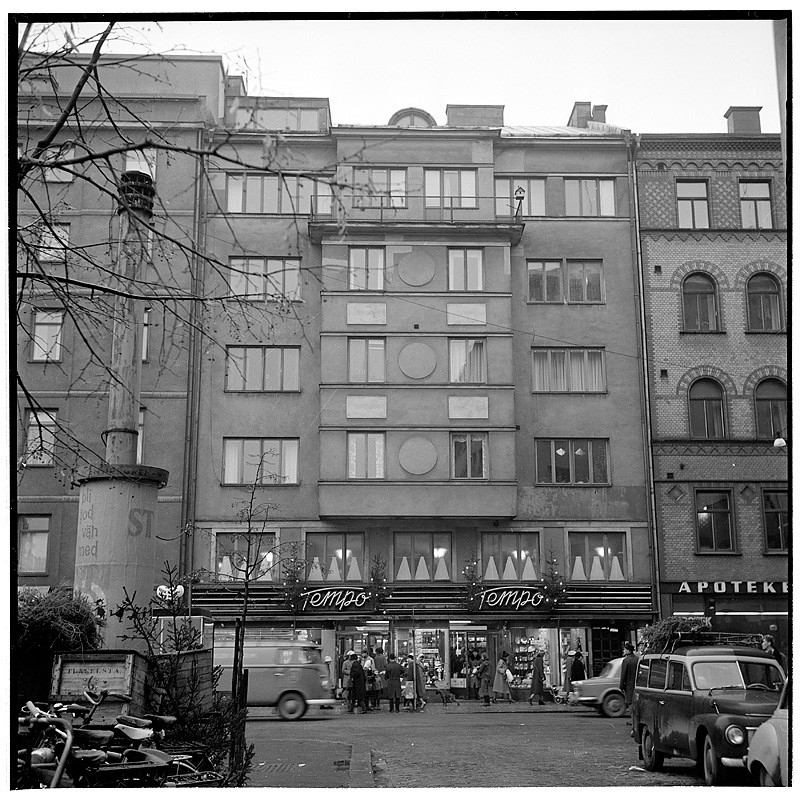
Tempovaruhuset på bottenvåningen, Nybrogatan 37, Östermalmstorg, 1961.

Lågprisvaruhuskedjan Tempo har sedan 1932 uppnått ett flertal milstolpar i sin utveckling och ett flertal historiska nedslag.

### 1930-talet
År 1932 öppnade dotterföretaget till Åhlén & Holms sitt första varuhuset på Östermalm, i Stockholm, Tempo AB .
Den 22 april 1936 öppnades Tempo vid Sankt Eriksgatan i Stockholm. Åhlén skötte invigningen av varuhuset. Detta varuhus var mycket större än de befintliga Tempovaruhusen.

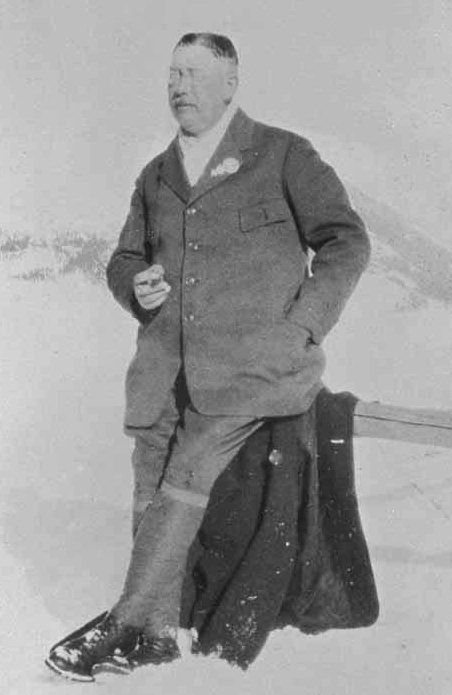
Johan Petter Åhlén, Grundare Tempo AB, Chamonix, 1924

1939 avled företagets grundare och avhållne chef Johan Petter Åhlén. Han efterträds som verkställande direktör av äldste sonen Gösta Åhlén. Antalet Tempovaruhus har då vuxit till 12 stycken. Den samlade personalstyrkan var på över 2 000 personer.

### 1950-talet
År 1950 omsatte Åhlén & Holm AB samt Tempo AB sammanlagt över 87 miljoner kr.
Efter andra världskriget 1945 inleddes en ny expansionsperiod och ett stort antal nya varuhus tillkom.
År 1958 tog bröderna Gösta och Ragnar Åhlén initiativ till bildandet av stiftelsens aktietjänst. Det var en modern sparorganisation, som möjliggjorde för sparare att bli delägare i stora svenska företag genom att de köpte andelar i Koncentra-fonderna. Placeringen av sparmedlen i realvärden bidrog till att ge skydd mot penningvärdesförsämringar.
År 1959 fanns det sammanlagt 41 Tempovaruhus i Sverige, varav nio i Stockholm. 

### 1960-talet
Under 1960 invigdes ytterligare sex stycken Tempovaruhus och en fristående livsmedelsaffär. Den sammanlagda omsättningen i samtliga rörelsegrenar passerade 400 miljoner kronor.
Ett successivt arbete tog fart som projekterade nya Tempovaruhus runt om i Sverige, samt moderniserade och utvidgade äldre affärsenheter.
Runt årsskiftet 1961–1962 avvecklades postorderförsäljningen helt, eftersom varuhusen var den viktigaste verksamheten. 

### 1970-talet
År 1976 slogs Åhlén & Holm AB ihop med NK Turitz, NK Åhléns AB grundades och blev en av Skandinaviens största enskilda handelsföretag. 
År 1978 slogs EPA-varuhusen ihop med Tempovaruhusen inom NK-Åhléns, namnet ändrades till Tempo. 

### 1980-talet
1980–1982 blev NK varuhusen och Åhlén & Holm AB fristående företag.
1985 bytte Åhlén & Holm AB namn till Åhlens AB. Tempo AB omprofilerades till Åhléns AB. 
1988 köptes Åhléns AB av Axel Johnson AB, som fram till 2015 ägdes av Antonia Ax:son Johnson. 

### 1990-talet
1999 blev Tempo en fristående butikskedja igen, den nya profilen slogs ihop med D&D Dagligvaror och fick tillsammans namnet Tempo.

## Tidigare befintliga varuhus
Från att Tempovaruhusen öppnade, med början 1932 på Östermalmstorg, växte de befintliga butikerna successivt per år. Det fanns flera butiker utspridda runt om i Sverige, som i Umeå, Stockholm och Ludvika.
I de tidigare befintliga varuhusen kunde man gå in i Tempo Livs, som låg i direkt anslutning till stora varuhallen. I Tempo Livs fanns det för den tiden den moderna självbetjäningen. De sålde allt från mejeriprodukter, bröd, kött, konserver, grönsaker till frukt. Det fanns många bemannade kassor. 

### Tempohuset
Det största Tempovaruhuset kallades Tempohuset och byggdes åren 1936–1937 på Hötorget i Stockholm, av arkitekten Edvard Bernhard, som ett uppdrag av Åhlén & Holm. Ursprungligen planerades byggnaden som ett affärs- och kontorshus, men endast en del av denna plan utfördes. Byggnadens namn kommer från det Tempovaruhus som fanns i byggnaden. Byggnaden ägdes av Åhlén & Holm fram till mitten av 1900-talet. 2023 heter det före detta Tempohuset Kungshallen.

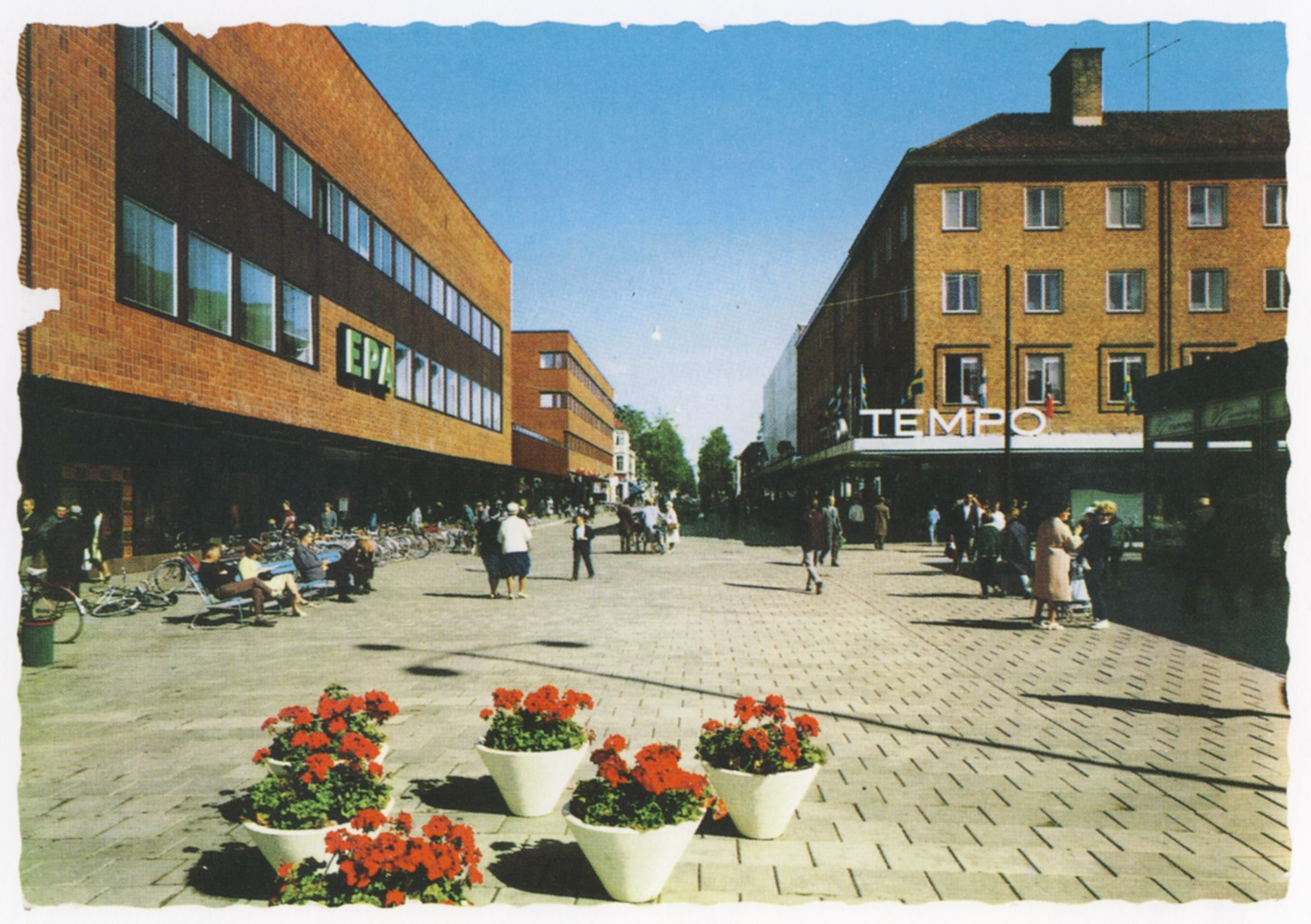
Tempo och EPA, Umeå, år 1960
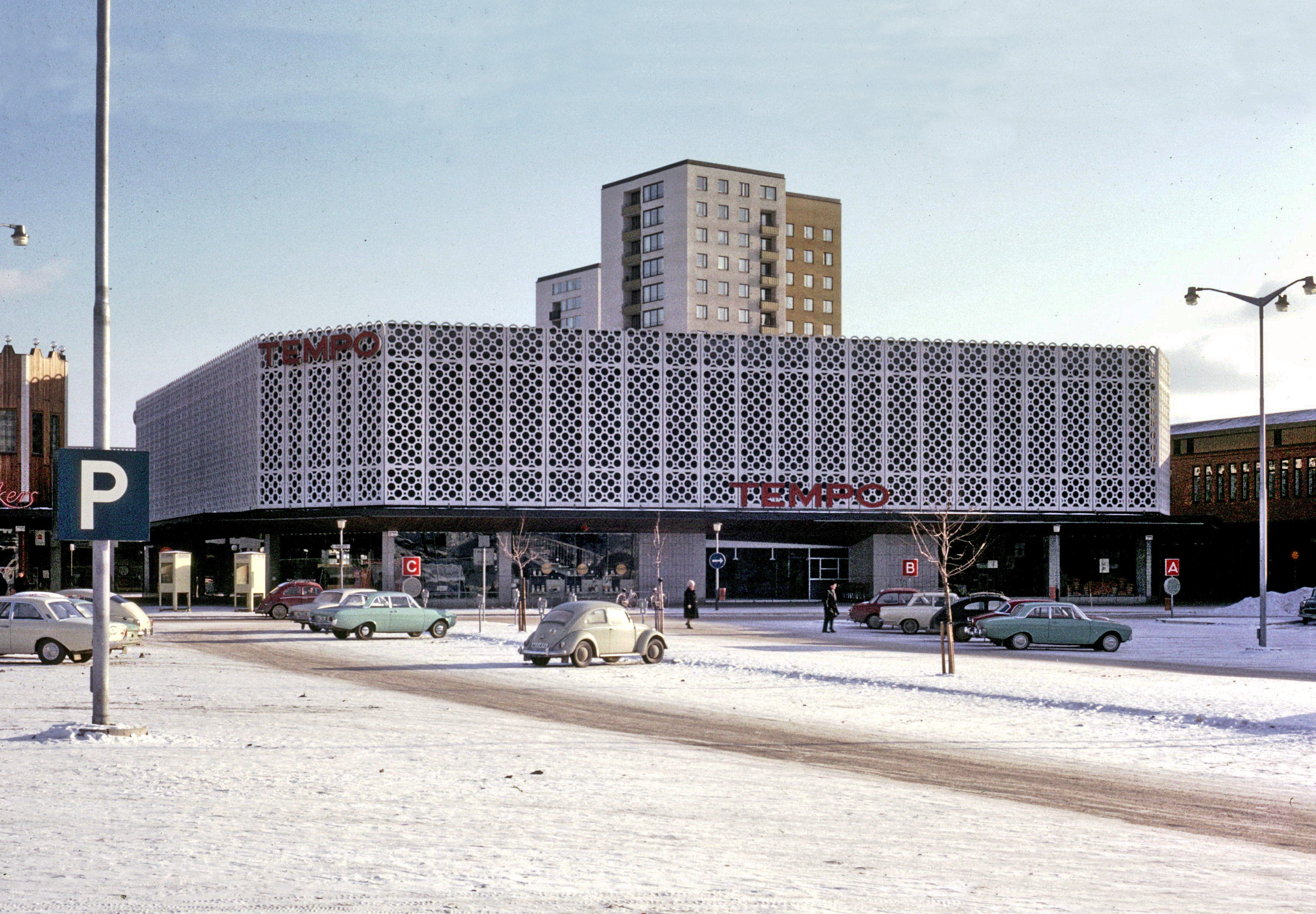
Tempo, Farsta centrum, år 1965
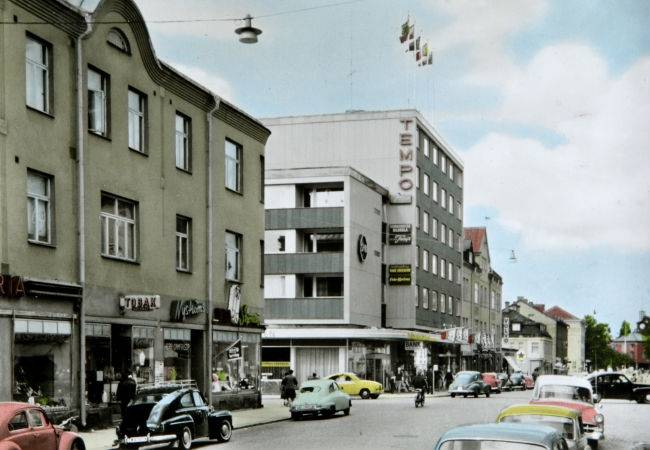
Tempo, Ludvika Storgatan, år 1960
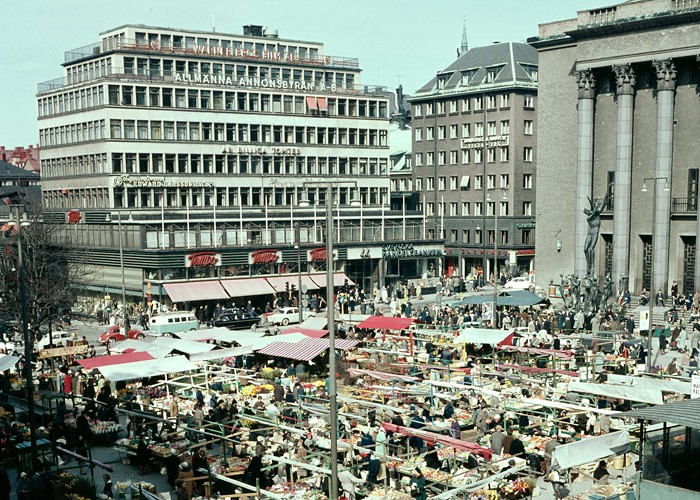
Tempohuset, Stockholm, år 1962

## Logotyp
Den ursprungliga idén med namnet Tempo var att det skulle vara ett modernt, kort namn som skulle ge intryck av att det gick snabbt att handla på varuhuset. När Tempo öppnade sitt första varuhus år 1932 hade varuhuset en logotyp som skulle ge intrycket av att Tempo stod för snabbhet. Deras första logotyp fanns kvar från öppningen av varuhuset fram till slutet av 1950-talet. Under 1950-talet bytte de till en enkel logotyp i versaler vilken sedan behållits i decennier. Innan samtliga Tempovaruhus 1985 bytte namn till Åhléns, hade logotypen återgått till en snarlik variant av den första logotypen. Från 1999–2023 ser logotypen fortfarande likartad ut.

Tempovaruhuset 1932, Nybrogatan 37, Östermalmstorg
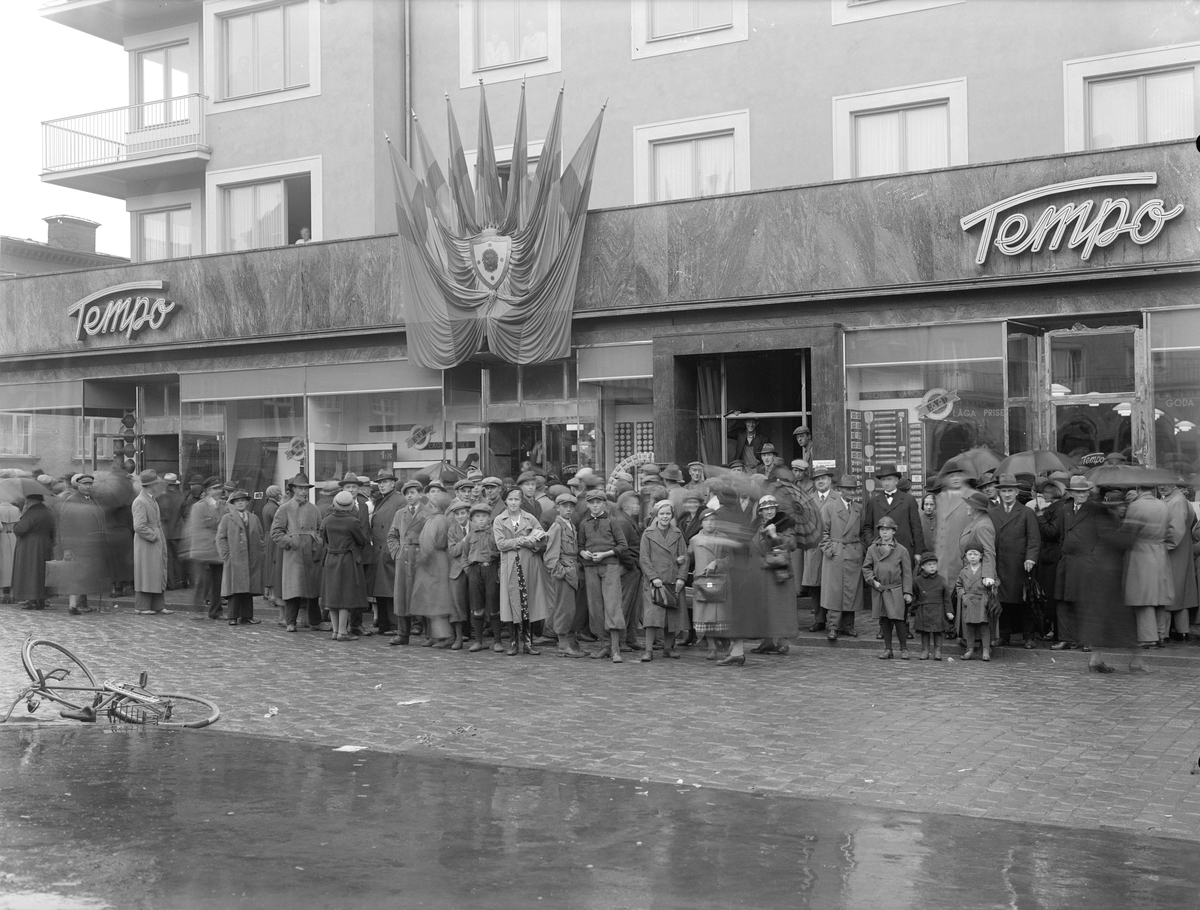
Tempovaruhuset, Linköping, 1935
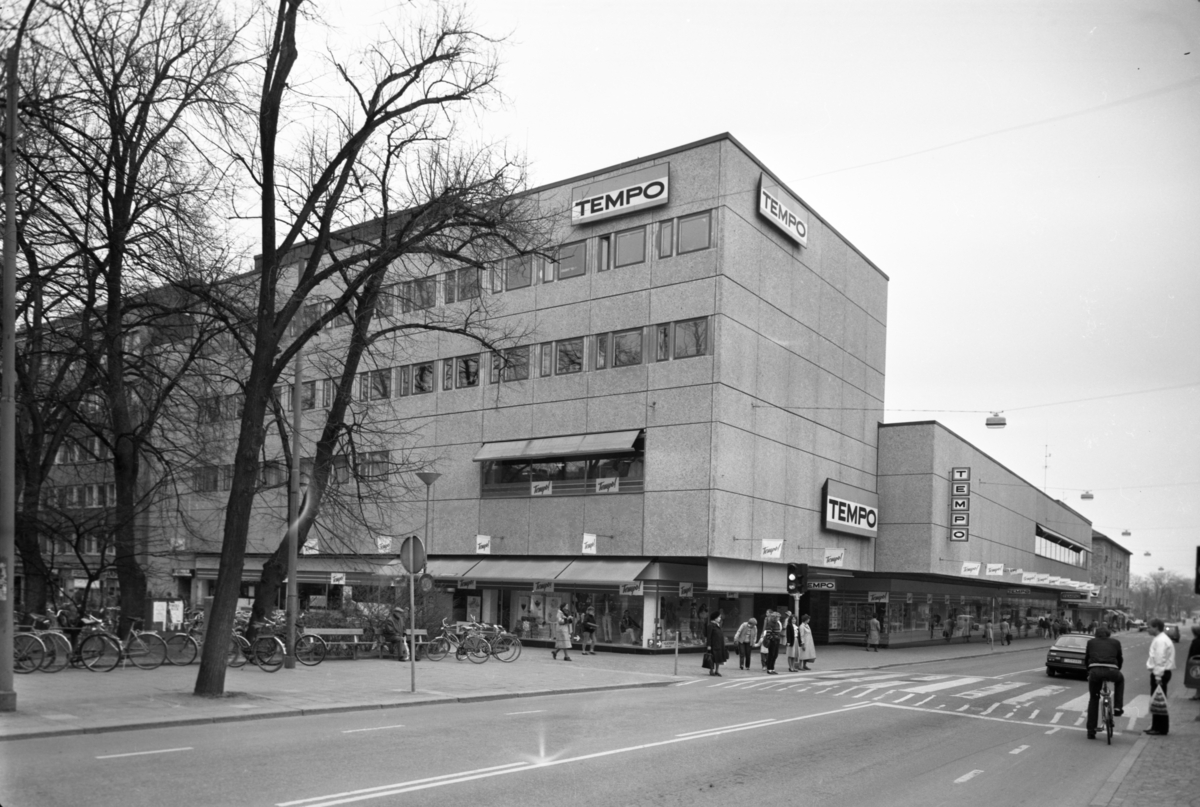
Tempovaruhus, Linköping, Storgatan 13,1950-talet

## Tempo-varuhus i Finland
John Nylund var en finländsk affärsman född 2 maj 1880 i Nykarleby, Finland och död 27 februari 1940 i Helsingfors, Finland. Affärsmannen Nylund besökte 1903–1904 USA, där han hämtade mycket inspiration till sin affärsverksamhet. 1911 grundade Nylund en textil- och postorderförsäljning i Vasa, Finland. 1918 flyttade han verksamheten till Helsingfors. 1933 öppnade han en enhetsprisaffär, Tempo. Den finska Tempo grundades utifrån utländska idéer. Butiken var till stor del inspirerad av den svenska Tempo men utan något samarbete med den svenska kedjan. Det första varuhuset öppnades 1933 vid Skillnaden i Helsingfors centrum. Andra varuhus öppnades i Hagnäs och Tammerfors på 1930-talet, samt i Åbo, Uleåborg och Jyväskylä på 1950-talet. År 1976 lades butiken ned och butiken i Helsingfors revs 1978.

## Tempos arbetsvillkor fram till 1960-talet

### Målsättning
Tempo var en av Sveriges främsta varuförmedlare, men likaså var företaget en stor arbetsgivare i Sverige. Tempo tillsammans med Åhlén & Holm sysselsatte över 7 000 människor och vid högsäsong runt 10 000 människor, fram till 1960-talet. Antalet sysselsatta växte ständigt i takt med att butikerna utökades, och vid tillkomsten av nya varuhus. Tempos mål var att driva en framsynt och målmedveten personalpolitik, byggd på gott samförstånd och samarbete mellan företagsledningen, de anställda och dess kunder. I Tempos företagstidning skriver företagen att dess målsättningen var att på alla arbetsplatserna skapa och vidmakthålla:
God arbetsförhållanden, stimulerande arbetsuppgifter, väl planlagd utbildningsverksamhet, välavlönade befattningar, goda befordringsmöjligheter och trivsel bland de anställda. 

### Utbildning för anställda
De kommunala skolmyndigheterna samarbetade med Åhlén & Holm och Tempo yrkesskolverksamhet på flera orter, som en fortsättning på enhetsskola och åttaårig folkskola. Tempo erbjöd en tvåårig utbildning för försäljningspersonal och en ettårig utbildning för kontorister. För biträdespersonalen ordnades det regelbundet kurser med teoretisk och praktisk vidareutbildning. Efter att ha genomgått kurserna kunde befattningshavare avancera till första biträde och varuhusvärdinna. För varuhusassistenter hölls det årligen särskilda kurser för utbildning av välmeriterade biträden och varuhusvärdinnor. I utbildningskurserna kunde man även finna civilekonomer, handelsstudenter och deltagare med praktisk handelsutbildning.
Efter tjänstgöring på olika varuhus kunde assistenterna så småningom avancera till varuhuschefer eller andra ansvarsfulla och välavlönade chefsbefattningar. De olika befattningshavarna inom företaget, exempelvis försäljningspersonal eller varuhuscheferna, fick regelbundet tillfälle att samlas för att diskutera informations- och erfarenhetsutbyte vid olika konferenser.

### Arbetsförhållanden
Företagen hade internationella kontakter vilket kunde ge de anställda tillfällen till yrkesstudier i främmande länder. Bland annat ordnades gruppresor utomlands för exempelvis arbetsledande personal och första biträden. Åhlén & Holm och Tempo lade även stor vikt vid att stimulera och stödja fritidsverksamhet bland dess personal. De ordnade årligen en gruppresa till fjälls för sin personal och lämnade därmed bidrag till resekostnader och utrustning. Företagen hade en sparkassa för sin personal och främjade även aktivt aktuella sparformer. Personalen kunde även vid behov konsultera företagets läkare.

## Tempos företagsstruktur fram till 1960-talet

### Varuhusledning
Inom Tempovaruhuskedja ansvarade varuhuschefen för den direkta företagsledningen. Vid ledningens sida fanns välutbildade assistenter, vilket ledde arbetet på de olika avdelningarna och medverkade vid varubeställningarna, varupresentationerna och andra viktiga göromål.
Varuhuschefen deltog i Tempos allmänna program som företagets representant i sin stads merkantila och sociala liv. Det resulterade i att varuhuscheferna var förtrogna med de lokala förhållandena och på så sätt tjänade både sina kunder, företaget och det samhälle de verkade i.

### Huvudkontor
Eftersom Tempo AB var ett dotterbolag till Åhlén & Holm AB sköttes allt det arbete som var gemensamt för rörelsen av huvudkontoret. Det var förlagt till Åhlén & Holms affärskomplex i Stockholm.
På huvudkontoret formades och leddes försäljningsverksamheten samt planerades och handlades byggnads- och inredningsarbeten. På huvudkontoret sköttes även de avdelningar som ansvarade för företagets ekonomi, personal, fastigheter, rationaliseringsverksamhet och andra viktiga funktioner för verksamheten.

#### Inköp av varor
Huvudkontorets uppgifter var många och skiftande. Huvudkontoret samarbetade med varuhuscheferna och tillsammans satte de upp riktlinjer för företagets verksamhet och planerade för företagets fortsatta utveckling. Från huvudkontoret sköttes de centrala inköpen. Varje inköpare var specialist på särskilda varuhusområden och besatt en grundlig branschkännedom och hade viktig erfarenhet. Huvuduppgiften för inköparens arbete var att få bästa kombinationen av kvalitet och pris för sina kunder. Den dagliga kontakten mellan inköparna och varuhusen resulterade i att kundernas önskemål snabbt uppmärksammades i inköpsarbetet.
Enligt Tempos rutiner kontrollerades en vara noggrant innan den köptes in. Enligt Tempos riktlinjer var det viktigt att varan höll god kvalitet jämfört med resterande varor på världsmarknaden, för sitt pris. För att kontrollera detta måste man först studera världsmarknaden av den specifika varan, sedan efter en noggrann granskning så valdes varorna till Tempos sortiment. I granskningen ingick flertalet aspekter, för få den bästa varan utifrån dels utseende, kvalitet och pris.
Vid inköpen av livsmedel hade Tempo en annan inköpsrutin. Vid inköpen av livsmedel kontrollerade man sortimentet i stor utsträckning, från färskvaror, som behövde en typ av behandling vid inköpet, transport och försäljning. Vid inköpen av livsmedlen var majoriteten av kött- och mejeriprodukterna från det svenska jordbruket. Däremot importerade Tempo stora mängder livsmedel från över 30 länder runt om i världen, bland annat råkaffe. Huvudkontoret skötte allt som importerades till butikerna och stapelvarorna.
De varor som Tempo köpte in till sitt sortiment var endast från företag som hade gott rykte för att producera högklassiga varor. De var även viktigt enligt Tempos inköpsrutiner att leverantörerna var beredda att inleda ett förtroendefullt samarbete på längre sikt, till fördel för konsumenterna. Leverantörerna fick en jämn sysselsättning och inkomst och konsumenterna fick varor av hög kvalitet till lägre priser.
Tempo uppträdde ofta gemensamt med andra medlemmar av Interkontinentala Varuhusgruppen på den internationella marknaden. Organisationen bestod av ledande varuhusföretag från länder både i Europa och från resten av världen. Medlemmarna i gruppen kunde anlita kollegornas inköpsexperter och dra fördel av deras specialkännedom om de olika marknaderna och dess förbindelser. Detta resulterade i att många svenska industrier kunde vinna nya marknader på både den europeiska kontinenten och i andra världsdelar.
Det stora centrallagret i Stockholm använde sig av olika rörelsegrenar. Tempos varuhantering underlättades med hjälp av dåtida moderna hjälpmedel, exempelvis lastpallar, gaffeltruckar och gaffelvagnar. Transporten vid lastkajernas bryggor, med hjälp av att transporten av varor i Stockholm huvudsakligen skedde genom egna lastbilar resulterade i att de gick snabbt och rationellt. Senare lagrades livsmedel i dåtida moderna kyl- och frysrum på skilda håll i landet.

## Tempobutikerna 2023

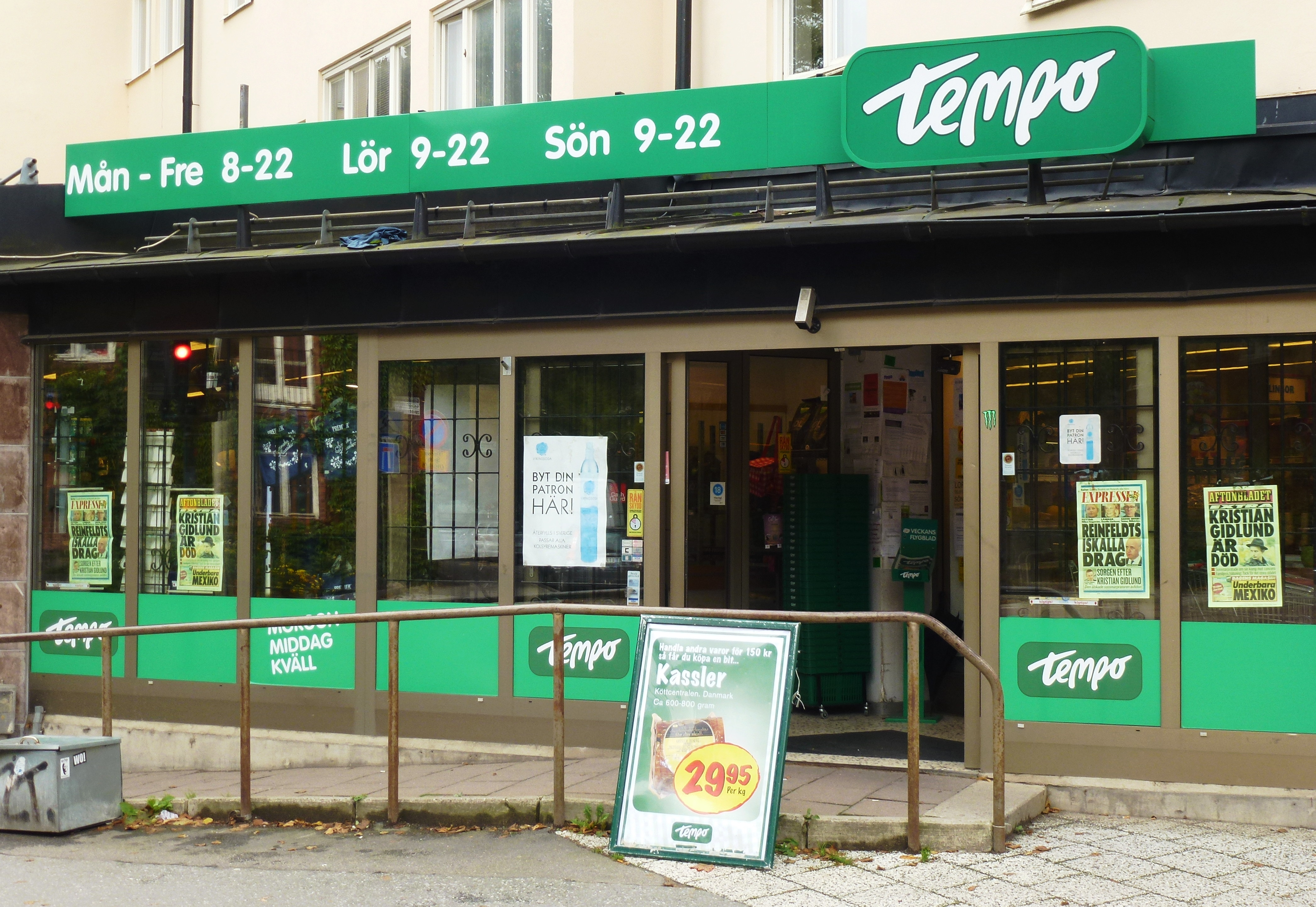
"Tempo"-butik i Gröndal, 2013.

År 2023 är de befintliga Tempobutikerna små och ligger i regel på landsbygden eller i bostadsområden. Det finns för närvarande cirka 150 stycken Tempobutiker i Sverige. Tempobutikerna är 2023 inriktade på försäljning av livsmedel och ingår i Axfood.    2018 gick Tempo med i Hemköpskedjan AB, vilket resulterade i att Tempobutikerna fick ett bredare sortiment. 2023 ingår fortfarande Tempo i Hemköpskedjan AB, Hemköps uppgift med Tempo är att utveckla Tempos butikskedja genom att leverera största möjliga mervärde till handlare som valt att driva en Tempobutik. Varje Tempo-butik ägs och drivs av en enskild handlare. Handlarens ansvar är att följa uppsatta riktlinjer, men har samtidigt en stor frihet att utveckla och anpassa sin Tempobutik till den lokala marknaden.

### Axfood
Axfood är ett av Sveriges ledande bolag inom dagligvaruhandel. I koncernen ingår förutom Tempo även butikskedjorna Hemköp, Handlar'n, Willys, Middagsfrid och Urban Deli. Koncernen är även delägare i Apohem, Eurocash, City Gross och Mathem. Axfood samarbetar med över 1 000 butiker runt om i Sverige, där ungefär 300 av dem är deras egna.  Axfoods ursprungliga namn var Axel Johnson-koncernen. Den svenska företagsgruppen Axel Johnson AB grundades av Axel Johnson 1873. År 2000 grundades Axfood av familjeföretaget Axel Johnson, med tanken att samla grossisterna och detaljisterna. Genom att slå ihop Hemköpskedjan, Dagab och D-gruppen bildades Axfood.   2023 äger Axel Johnson AB 50,1 procent av Axfoodaktierna.